# Nymphius ogloblini
Nymphius ogloblini là một loài bọ cánh cứng trong họ Chrysomelidae. Loài này được Bogatchev miêu tả khoa học năm 1947.